# وانکندورف
وانکندورف (به آلمانی: Wankendorf) یک شهر در آلمان است که در پلون واقع شده‌است. وانکندورف ۳٬۰۰۴ نفر جمعیت دارد.